# Anisothecium brachyangium
Anisothecium brachyangium är en bladmossart som beskrevs av Brotherus 1924. Anisothecium brachyangium ingår i släktet Anisothecium och familjen Dicranaceae. Inga underarter finns listade i Catalogue of Life.